# 레고 반지의 제왕 (비디오 게임)
《레고 반지의 제왕》(Lego The Lord of the Rings)은 피터 잭슨의 반지의 제왕 삼부작을 바탕으로 한 액션 어드벤처 게임이다. 영화 시리즈를 기반으로 트래블러스 테일스에서 개발하였다. 플레이스테이션 3, 플레이스테이션 비타, Wii, 엑스박스 360판 등으로 발매하였다. 휴대용 기기판이 따로 TT 퓨전에 의해 개발되었으며, 닌텐도 3DS와 닌텐도 DS판으로 발매되었다. 맥 OS 버전은 2013년 2월 21일에 출시되었다.
반지의 제왕 삼부작을 바탕으로 한 이 게임은 유머와 끝없는 다양한 레고 플레이 이 게임은 영화 3부작의 세 영화 모두에서 가져온 음악과 성우를 활용하였다. 개발자 트래블러스 테일스는 다른 레고 라이선스 타이틀에서 볼 수 있는 슬랩스틱 유머를 완화했다고 밝혔다. 게임은 영화의 사건을 따르지만, 레고 스타워즈 시리즈와 마찬가지로 영화의 일부 장면은 더 가족 친화적이거나 플레이어에게 유머스러운 안도감을 주기 위해 변경되었다.
2019년 1월 1일에 게임의 모든 디지털 판매가 중단되었다. 이것은 며칠 후 배급사인 워너 브라더스 인터랙티브 엔터테인먼트에 의해 확인되었으며, 2020년 4월 27일에 다시 판매되었다.

## 개발
트래블러스 테일스와 레고 그룹이 이전에 제작 중이던 레고 시티 언더커버의 완성이 늦어지면서 이 게임은 Wii U 버전으로 출시되지 못했으며, 이후 유럽에서의 Wii 버전까지 2012년 11월 30일로 늦어지면서 많은 비판을 받았다. 이후 또한 iOS 버전으로 2013년 10월 20일에 출시되면서 모바일로 플레이가 가능해졌다.

### 음악
레고 배트맨 2: DC 슈퍼 히어로즈와 비슷하게, 이 게임은 말하는 미니피규어들을 캐릭터로 삼는다. 이것은 피규어들이 대화를 하는 두번째 레고 게임이 되었고, 이후 레고 시티 언더커버가 새 번째를 차지했다.

### 성우진
- 에릭 아텔 - 메리 브랜디벅
- 스티브 블룸 - 사우론, 보로미르
- 크리스 에절리 - 아라고른, 에오메르
- 키런 엘리엇 - 피핀
- 크리스핀 프리먼 - 레골라스
- 밥 졸스 - 김리, 나무수염
- 톰 케인 - 간달프
- 유리 로언솔 - 프로도 배긴스
- 짐 피덕 - 빌보 배긴스, 엘론드
- 일라이자 슈나이더 - 에오윈

## 반응
레고 반지의 제왕은 원작을 바탕으로 유머와 미니피규어를 캐릭터로 삼은 것에 대해 많은 칭찬을 받아 비평가들에게 긍정적인 평가를 받았다. 게임랭킹스는 이 게임의 각 버전에게 100점 만점의 Wii 버전이 85점, 마이크로소프트 윈도우 버전이 83.67점, 플레이스테이션 3가 82.08점, 엑스박스 360의 81.41점과 닌텐도 3DS 64점, 플레이스테이션 비타에 49.33점을 주었다. 또한 메타크리틱은 이 게임의 각 버전에 100점 만점의 플레이스테이션 3는 82점, 마이크로소프트 윈도우 80점, 엑스박스 360은 80점, 닌텐도 3DS에 61점, 플레이스테이션 비타 버전에 54점을 주었다.